# Lew Archer
Lew Archer – prywatny detektyw, postać literacka stworzona przez Rossa Macdonalda. Pierwszy raz wystąpił w opowiadaniu Find the Woman z 1946. W dwóch filmach pełnometrażowych gra go Paul Newman, używający jednak nazwiska Harper. W 6-odcinkowym serialu telewizyjnym w tej roli wystąpił Brian Keith. Miejscem działań Archera jest często fikcyjna Santa Teresa, wzorowana na Santa Barbara. Jego postać nawiązuje do Philipa Marlowe'a.